# アフタヌーン・ブリーズ
アフタヌーン・ブリーズ（Afternoon Breeze）は、FM東京→TOKYO FMで放送されていたラジオワイド番組。

## 共通概要
それまで放送されてきた『歌謡バラエティ』の時間や流れを引継ぎ、平日午後に、よりOL世代に向けた番組として生まれ変わったのが、このワイドプログラム。東京･半蔵門の本社Qスタジオ（現：アースギャラリー）から生放送。本番組終了後も同時間帯はOL世代向けのワイドプログラムが2020年現在まで続いている。

## 第一期
1989年10月2日〜1996年3月29日

### 時間
- 1989年10月2日〜 14:00 - 15:55
- 〜1993年4月2日 13:30 - 16:00
- 1993年4月5日〜1996年3月29日 13:00 - 16:00

### パーソナリティ
- 月曜：野田幹子→村田香織→加藤美樹
- 火曜：高見恭子→加藤美樹
- 水曜：麻生圭子→小田靜枝
- 木曜：秋野暢子→加藤美樹→小田靜枝
- 金曜：飯星景子→桑原美保→井上彩名・木村達彦（当時TFMアナウンサー）→山本シュウ

### タイムテーブル（1989年10月〜）
- 14:00：TODAY'S FEATURE PART1
- 14:25：パックインフォメーション
- 14:30：TODAY'S FEATURE PART2
- 14:53：TOKYO FM交通情報
- 14:55：コーヒー・ブレイク〜オフィス・ストーリー〜（JFNフルネット） <UCC上島珈琲>
- 15:00：ライオン リスナーズリクエスト <ライオン>
- 15:25：COMPASS POINT <徳山曹達（現:トクヤマ）>
- 15:30：TOKYO FM交通情報
- 15:31：JUST AMUSEMENT
- 15:33：POP LINE<文化シヤッター>
- 15:57：TOKYO FMニュース&TOKYO FM 交通情報

### タイムテーブル（1993年4月5日〜）
- 13:00：ジャパニーズ・ポップス・リフレインPART1
- 13:55：成田フライト・インフォメーション&TOKYO FM交通情報
- 14:00：ジャパニーズ・ポップス・リフレインPART2
- 14:25：ジャパニーズ・ポップス・リフレインPART3
- 14:45：マイ・クリスタル・ライフ <ALBION>
- 14:50：テレマルシェ〜FMラジオショッピング
- 14:53：TOKYO FM交通情報　<月･水･金 崎陽軒>
- 14:55：デイズ・クリップ （JFNフルネット）<ヤマト運輸>
- 15:00：ライオン リスナーズリクエスト <ライオン>
- 15:25：コンパス・ポイント〜頭脳最前線 <徳山曹達（現:トクヤマ）>
- 15:30：TOKYO FM交通情報 <伝票処理サービス>
  - 後番組『KATAKURIKO HOT LINE Gold Rush』予告
- 15:31：（月〜木曜）アフター5・ジャスト・アミューズメント
  - （金曜）フライデー・ワンショット・トーク <和歌山県>
- 15:33：POP LINE <東京ガス>
- 15:53：TOKYO FMニュース&首都高速MEX-i情報 <月・水・金 東京電力>

### 補足
- 当期中盤より、ジングル等の番組オリジナルサウンド関係にピチカート・ファイヴが新加入。第二期のラストまで使用された。
- 当期の途中から使用している交通情報、成田フライトインフォメーションのBGMは松本孝弘（B'z）の｢Long Distance Call｣（アルバム「Wanna Go Home」に収録）で、1999年12月まで使用された。
- 1995年9月の村田香織、高見恭子の降板により完全曜日別制が終了。当時TFMでも複数の番組を抱えていた小田靜枝と加藤美樹を一曜日ずつ増枠してリニューアル。（月・火曜：加藤美樹、水・木曜：小田靜枝）
- 1994年春から1996年3月まで、15:20頃から「パルコスペイン坂パラダイス」というコーナーがあった。事前収録で渋谷スペイン坂スタジオにお笑いコンビ一組がゲスト出演してトークをするもの。聞き役は当時アナウンサーの木村達彦。

## 第二期
1996年4月1日〜2001年3月30日

### 概要
- 曜日別制を取りやめ、帯の2部制に変更。これに伴い、『ワンダフル・キッス』（前枠12:00-12:50）の吸収と『明日に生きる』（12:50-13:00）を内包し、開始時間が1時間繰り上がる。
- 「コンビニクイズ」、「欠席裁判SHOW」、「涙のリクエスト」等の新コーナーがスタート。
- 今リニューアル半年前にいったん降板した高見恭子が再登板し1部の担当として復帰、2部には局アナ出身の斉木洋子を新任に迎える。
- 大きくリニューアルされた宣伝だったが、時間進行やジングルなどの変更点は少なく、「Welcome to Afternoon-Breeze　･･･」で始まるオープニングジングルは、このシリーズまで健在。
- 金曜日は、当時“TFMの顔”ともいわれた鈴木しょう治と小田靜枝が出演する「フライデーヒットパレード」。『アフタヌーン・ブリーズ』、『カタクリコホットライン・ゴールドラッシュ』、『エモーショナル・ビート』の3番組に寄せられたリクエストを集計し、“謎のOLヒット研究会”が弾き出したランキングの上位30曲を紹介。
第一期時代の流れを踏襲した月〜木曜バージョンとは大きく異なり、初期の『エモーショナル・ビート』的なオリジナルフォーマットで制作された。

### 時間&パーソナリティ
1996年4月1日〜2000年3月31日
月〜木曜
パート1（12:00 - 14:00）：高見恭子
パート2（14:00 - 16:00）：斉木洋子
金曜
フライデーヒットパレード（12:00 - 16:00）：鈴木しょう治・小田靜枝→小田靜枝
2000年4月3日〜2001年3月30日
月〜木曜
パート1（11:55 - 14:00）：松本ともこ（当時TFMアナウンサー）
※12時台の前枠である『ワンダフルキッス』でもパーソナリティを務めた。
パート2（14:00 - 16:00）：島田律子
金曜
フライデーヒットパレード（11:55 - 16:00）：小田靜枝

### その他出演者
リポーター
主に「コンビニクイズ」、「話題のトコロ」などを担当
木村達彦（当時TFMアナウンサー）
小林賢（TFM当時アナウンサー→営業部門→報道情報センター専任部長）
柴田玲（当時TFMアナウンサー）
らんぶるふぃっしゅ
手島里華（当時TFMアナウンサー）
インパクト
高柳恭子（TFMアナウンサー）
バナナマン
おはよう。
ポチョムキン
ファンキーモンキークリニック　
ほか
その他
大橋俊夫（元TFMアナウンサー）−パート2の「欠席裁判SHOW」原告（被告）代理人ナレーション
※大橋は13:55「成田フライトインフォメーション」、15:55「TOKYO FMニュース」もほぼレギュラーで担当。
交通情報センターのクサカベ→ヤマモトさん（当時：日本道路交通情報センターの警視庁・東京センター担当）　
※パート2・斉木洋子との突発的な掛合いトークでは、毎回かなりの天然ボケぶりを披露。斉木の最終担当日にも登場し、夫の海外赴任のため、自身も退社することを明かす。
佐藤賢治‐1998年4月〜2001年3月29日、パート1「トゥデイズ・ヘッドライン」等のナレーション
増本庄一郎 − 2000年4月3日〜2001年3月30日、「HAMAP×HAMAP　ヨコハマ･グッドリポート〜HAMAGURI〜」のリポート担当。
森高千里 − 高見の代理パーソナリティー
PUFFY − 同上
ウルフルズ − 同上
松任谷由実 − 同上
槇原敬之−同上
GLAY − 同上
岡元あつこ − 斉木の代理パーソナリティー
立河宜子 − 同上
ふかわりょう − 同上
高柳恭子（TFMアナウンサー） − 島田の代理パーソナリティ
田中穂蓄（当時TFMアナウンサー） − 大橋俊夫の代理出演
山本琢也（当時TFMアナウンサー、テレビ熊本に在籍していた2008年1月に急死） − 同上
永田実（当時TFMアナウンサー） − 同上　
ほか
※メインパーソナリティについては、パート1の高見がパート2、パート2の斉木がパート1の代役を務めることもあった。その際は4時間通して出演。

### タイムテーブル（1996年4月〜）
- パート1
  - 12:00：オープニング〜TODAY'S HEADLINE（番組内容、占いなどをまとめた1分程度のナレーション）〜ジングルに続きオープニング（このジングルはFMとやまで使用されているパターンと同じ）
    - （月〜木）決定!コンビニ・クイズ大王
    - （金）OLわがままヒットパレード

  - 12:45：テレマルシェ〜FMラジオショッピング 有阪幸代（出産休暇代役:坂本咲子）
  - 12:50：明日に生きる <東海大学>
  - 13:00：（月〜木）スーパー･ポップス･リフレイン〜涙のリクエスト
    - （金）OLわがままヒットパレード

  - 13:40：ウエディング･ドリーム　<新横浜グレイスホテル>
  - 13:50：永岡書店　花のOL劇場　<永岡書店>
  - 13:55：成田フライト・インフォメーション&TOKYO FM交通情報 <東京デジタルホン(現:ソフトバンク)>
- パート2
  - 14:00：（月〜木）スーパー･ポップス･リフレイン〜涙のリクエスト
    - （金）OLわがままヒットパレード

  - 14:37：テレマルシェ〜FMラジオショッピング：有阪幸代（坂本咲子）
  - 14:40：講談社　エクストラ･ページ <講談社>
  - 14:50：香山リカのココロ診断SHOW
    - 『ワンダフル・キッス』からの引継ぎコーナー。「トークテリアCafe Maxim」の前身

  - 14:53：TOKYO FM交通情報　<月・水・金 崎陽軒>
  - 14:55：クロネコヤマトのデイリートーク（JFNフルネット）　<ヤマト運輸>
  - 15:00：（月〜木）恐怖の!?欠席裁判SHOW
    - （金）OLわがままヒットパレード
      - 「欠席裁判SHOW」は、社会問題から個人的問題まで、被告人抜きで裁判するコーナー。
      - 内容は、その日のテーマでリスナーから届いたFAXネタで決まることが多く、「講談社エクストラページ」の時間で“起訴”、リスナーが“陪審員”となって「それが有罪か?無罪か?」のFAXを募る。
      - 15時より本コーナー“開廷”。メインの斉木洋子が裁判長役となり、原告代理人役の大橋俊夫が“起訴状”読上げ。続けて斉木洋子があらかじめ募集していたリスナーからの「有罪?無罪?」のFAX内容を紹介した後、テレゴングのようなシステムになったTFMテレホンボードの番組用アクセスナンバーへ「有罪?無罪?」をワンプッシュさせ、その集計結果を多数決で評決する。
      - 取り上げられた主な内容は、「クリスマス・イヴに仕事よりもデートを優先させる男は有罪?無罪?」、「好きでもない男に貢がせ続ける女は有罪?無罪?」など、主にOL世代の恋愛、人間関係に関する話が多かった。
      - ゲストが出演する日は、そのゲストが“特別陪審員”となり評決に1票を投じる。
      - 当番組の名物になったこのコーナーだが、スペシャルウイークや特別編成が組まれた場合は中止になることが多かった。

  - 15:30：TOKYO FM交通情報　<Lucky Strike>
    - 後番組『カタクリコホットライン・ゴールドラッシュ』予告&クロストーク

  - 15:31：（月〜木）レディス･ホットライン <たまプラーザ東急SC>
    - （金）フライデー･ワンショット･トーク <和歌山県>

  - 15:33：ポップ・ライン <東京ガス>
  - 15:53：TOKYO FMニュース&首都高速MEX-i情報 <月・水・金 東京電力>
  - 15:58：エンディング

### タイムテーブル（2000年4月〜）
- パート1
  - 11:55：トゥデイズ･ヘッドライン
  - 12:00：オープニング
  - 12:10：ホテイフーズ トゥデイズ･ピックアップ　<ホテイフーズ>
  - 12:15：アクティブ トーク　<IQ3>
  - 12:24：TOKYO FM交通情報
  - 12:25：ウェザーインフォメーション （ウェザーニューズ社より）
  - 12:30：話題のトコロ
  - 12:45：テレマルシェ〜FMラジオショッピング 有阪幸代
  - 12:55：デリバリー・クイズ
  - 13:00：アフブリ・データマーケット2000
  - 13:35：TOKYO FMブランニューソング
  - 13:40：HAMAP×HAMAP ヨコハマ・グッドリポート〜HAMAGURI〜 <横浜ベイサイドマリーナ ショップス&レストランツ(現:三井アウトレットパーク 横浜ベイサイド)><クイーンズスクエア横浜><ランドマークプラザ><グッドオープンエアズ・マイクス><マイカル本牧><横浜ワールドポーターズ><日総工産><モザイクモール港北>
  - 13:50：成田フライトインフォメーション&TOKYO FM交通情報
  - 13:52：パート1 エンディング
- パート2
  - 14:00：アフブリヒットパレード（パート2 オープニングゾーン）
  - 14:15：DHCファースト･アクセス <DHC>
  - 14:25：ふたりのアニバーサリー〜涙のリクエスト <ブライダルサロンTuTu青山、横山家具、ビックカメラ、東京平安閣、ウエディングハウス・リビエラ白雲閣>
  - 14:35：テレマルシェ〜FMラジオショッピング 有阪幸代
  - 14:40：「欠席裁判SHOW」告訴状
  - 14:50：Dr.コパ占いティータイム <アデコキャリアスタッフ(現:アデコ)>
  - 14:53：TOKYO FM交通情報 <月・水 崎陽軒><火 出会いのネットワーク>
  - 14:55：クロネコヤマトのデイリートーク（JFNフルネット） <ヤマト運輸>
  - 15:00：3時の欠席裁判SHOW
    - 2000年4月3日より島田律子が2代目裁判長に。コーナー進行に大きな変化はなし。
    - 島田の初回事件簿は、「会社の先輩と同じ香水をつけていることに気付いた新人、本人は気に入っているが、その香水は変えるべきか?変えざるべきか?」
評決は、78：156で「変える必要はナシ!」だった。

  - 15:20：アフブリ･ショッピング･インフォメーション　<JR駅ビル各社、三越>
  - 15:25：トークテリアCafe Maxim <AGF>
    - コーナーのスタート当初は「香山リカのココロ診断SHOW」のリニューアルバージョンとして、精神科医の香山リカと斉木洋子が精神医学の観点から世相を評した。
    - 中盤では、同局から土曜夕方に全国放送されている『サントリー・サタデー・ウェイティング・バー』的な、“トークテリアCafe Maxim”というカフェを舞台にしたラジオドラマに。男性マスターが挨拶した後、女性客やカップル客が当時の流行や世相について語り合い、マスターが締めるスタイル。嶋方淳子らが出演。
    - 後年は、ラジオドラマの流れを汲んだまま、当時のメインパーソナリティ：島田律子が聞き役となるゲストコーナーにリニューアル。島田のメイン降板後は坂上みきが引き継ぐ。男性マスターは継続出演。

  - 15:30：TOKYO FM交通情報　<レイク>
  - 15:33：ポップ・ライン <東京ガス>
  - 15:53：TOKYO FMニュース&首都高速MEX-i情報 <月・水 東京電力>
  - 15:58：後番組『エモーショナル・ビート』予告&クロストーク
  - 15:59：エンディング
- フライデーヒットパレード
  - 11:55：OLわがままヒットパレード
  - 12:24：TOKYO FM交通情報　<森下仁丹>
  - 12:25：ウェザーインフォメーション（ウェザーニューズ社より）
  - 12:30：OLわがままヒットパレード
  - 12:43：TOKYO FMブランニューソング
  - 12:45：テレマルシェ〜FMラジオショッピング 香月よう子 or 有阪幸代
  - 12:50：OLわがままヒットパレード
  - 13:15：[at!]プレゼンツ マイ・トップ3　<クイーンズスクエア横浜[アット!]>
  - 13:35：HAMAP×HAMAP ヨコハマ･グッドリポート〜HAMAGURI〜 <横浜ベイサイドマリーナ ショップス&レストランツ(現:三井アウトレットパーク 横浜ベイサイド)><クイーンズスクエア横浜><ランドマークプラザ><グッドオープンエアズ・マイクス><マイカル本牧><横浜ワールドポーターズ><日総工産><モザイクモール港北>
  - 13:45：OLわがままヒットパレード
  - 13:55：成田フライトインフォメーション&TOKYO FM交通情報
  - 14:00：OLわがままヒットパレード
  - 14:25：ふたりのアニバーサリー〜世界のラブソング　<ブライダルサロンTuTu青山、横山家具、ビックカメラ、東京平安閣、ウエディングハウス・リビエラ白雲閣>
  - 14:35：テレマルシェ〜FMラジオショッピング 香月よう子or有阪幸代
  - 14:40：OLわがままヒットパレード
  - 14:50：Dr.コパ占いティータイム <アデコキャリアスタッフ(現:アデコ)>
  - 14:53：TOKYO FM交通情報 <崎陽軒>
  - 14:55：クロネコヤマトのデイリートーク（JFNフルネット） <ヤマト運輸>
  - 15:00：OLわがままヒットパレード
  - 15:25：トークテリアCafe Maxim <AGF>
  - 15:30：TOKYO FM交通情報　<レイク>
  - 15:31：アフブリ・ショッピング・インフォメーション <JR駅ビル各社、三越>
  - 15:33：ポップ・ライン <東京ガス>
  - 15:53：TOKYO FMニュース&首都高速MEX-i情報　<東京電力>
  - 15:58：エンディング

### 備考
- 1998年4月より、パート1の大幅リニューアルを実施。初端に「トゥデイズ・ヘッドライン」、中程に「アフブリ・データマーケット」のコーナーを開始。テレホンボードは、「欠席裁判SHOW」と同じアクセスナンバーを利用したため、応答メッセージの声は斉木洋子。斉木の降板後も流用された。
- このリニューアルにより、パート1、パート2共に交通情報のBGMを変更。ただし、金曜日は2000年1月の局統一テーマ曲になるまで変更なし。
- 1998年春、パート1にゲスト出演した松田聖子が、6歳年下の歯科主治医との電撃再婚を初激白（2年半後に離婚）。翌日のワイドショーやスポーツ新聞の話題をさらい、その放送状況が全国に流れ、聞き手であった高見恭子のもとへも取材が殺到する事態になった。さらには、この時に松田聖子が発した「会った瞬間ビビビっときた」という“ビビビ”がこの年の流行語となる。
- 1998年から99年にかけては、定期的に丸一週間、池袋の自動車ショールーム・アムラックスから公開生放送を行っていた。
- 2000年4月3日より、開始時間が5分早まったことに伴い、人気コーナーはそのまま残しつつ、パーソナリティーのみを入れ替えるリニューアルを実施。
その結果は思わしくなく、わずか一年で、第三期のゾーンへ突入することになる。

## 第三期
2001年4月2日〜2002年3月29日

### 概要
- 「常識をリセット」というコンセプトのリニューアルで、再び曜日制に変更。
- 出演者をはじめ、進行やジングルも総入替えで勝負に臨んだが（エンディング後のジングル除く）、わずか1年で終了。同時に『アフタヌーン・ブリーズ』シリーズも13年間の歴史に幕を閉じた。

### 時間
月〜金曜 11:55 - 16:00

### パーソナリティ
- 月曜：森口博子
- 火曜：坂上みき
- 水曜：柴田玲（当時TFMアナウンサー）
- 木曜：穴井夕子→井森美幸
- 金曜 フライデーヒットパレード：井森美幸→フライデーヒットマジック：鈴木万由香

### タイムテーブル（2001年4月2日〜）
- 月〜木曜
  - 11:55：オープニング
  - 12:00：スリーエフ ランチタイム パートナー <スリーエフ>
  - 12:25：交通情報&ウェザーインフォメーション
  - 12:30：（水）今日の常識クイズ <ゼリア新薬>
  - 12:45：テレマルシェ〜FMラジオショッピング
  - 12:51：リスナーと考える｢本日のテーマ｣トーク
  - 13:00：新常識派VS旧常識派リクエスト
  - 13:15：PICK UP MY COMPANY〜オフィスな噂
  - 13:25：新コーナー
  - 13:35：TOKYO FMブランニューソング
  - 13:40：HAMAP×HAMAP ヨコハマ･グッドリポート <横浜ベイサイドマリーナ ショップス&レストランツ(現:三井アウトレットパーク 横浜ベイサイド><横浜プリンスホテル><クイーンズスクエア横浜><ランドマークプラザ><横浜ワールドポーターズ><日総工産><モザイクモール港北>
  - 13:50：成田フライトインフォメーション <ジェイアイ傷害火災>
  - 13:55：交通情報
  - 14:00：新常識派VS旧常識派リクエスト2
  - 14:15：DHCトーク･セッション <DHC>
  - 14:25：ふたりのアニバーサリー〜告白リクエスト <ブライダルサロンTuTu青山><東京平安閣><アイリック><ベルミュージック>
  - 14:35：テレマルシェ〜FMラジオショッピング
  - 14:40：プレ常識オーディション
  - 14:50：Dr.コパ占いティータイム
  - 14:53：交通情報 <月・水 崎陽軒><火・木 ソフト99コーポレーション>
  - 14:55：クロネコヤマトのデイリートーク（JFNフルネット）　<ヤマト運輸>
  - 15:00：常識オーディション
  - 15:20：アフブリ･ショッピング･インフォメーション　<ヴィーナスフォート><大丸>
  - 15:25：トークテリアCafe Maxim <AGF>
  - 15:30：交通情報
  - 15:33：ポップ・ライン <東京ガス>
  - 15:53：ニュース <月・水・金 東京電力>
  - 15:55：交通情報 <木 森下仁丹>
  - 15:57：エンディング
- 金曜
  - 11:55：オープニング
  - 12:00：スリーエフ ランチタイム パートナー <スリーエフ>
  - 12:15：MY NEWS TOP3
  - 12:50：テレマルシェ〜FMラジオショッピング
  - 13:00：今日の常識クイズ
  - 13:10：at!マイメモリアル リクエスト <クイーンズスクエア横浜[アット!]>
  - 13:30：フライデーヒットパレード
  - 13:40：HAMAP×HAMAP ヨコハマ･グッドリポート <横浜ベイサイドマリーナ ショップス&レストランツ(現:三井アウトレットパーク 横浜ベイサイド><横浜プリンスホテル><クイーンズスクエア横浜><ランドマークプラザ><横浜ワールドポーターズ><日総工産><モザイクモール港北>
  - 13:50：成田フライトインフォメーション　<ジェイアイ傷害火災>
  - 13:55：交通情報
  - 14:00：晴海トリトンPick Up My Company <晴海トリトン>
  - 14:20：OLのための携帯メール意識調査
  - 14:35：テレマルシェ〜FMラジオショッピング
  - 14:40：新コーナー
  - 14:50：Dr.コパ占いティータイム
  - 14:53：交通情報 <崎陽軒>
  - 14:55：クロネコヤマトのデイリートーク（JFNフルネット） <ヤマト運輸>
  - 15:00：三井アウトレットパークStar Selection <ラ・フェット多摩 南大沢(現:三井アウトレットパーク 多摩南大沢)><ガーデンウォ〜ク幕張(現:三井アウトレットパーク 幕張)><横浜ベイサイドマリーナ ショップス&レストランツ(現:三井アウトレットパーク 横浜ベイサイド)>
  - 15:25：トークテリアCafe Maxim <AGF>
  - 15:30：交通情報
  - 15:31：アフブリ･ショッピングイン･フォメーション <ヴィーナスフォート><大丸>
  - 15:33：ポップ･ライン <東京ガス>
  - 15:53：ニュース <東京電力>
  - 15:55：交通情報
  - 15:57：エンディング

## 補足
- 後番組は、最終シリーズ火曜日の坂上みきが帯で担当する『坂上みきのBeautiful』。
- 最終シリーズ水曜日の柴田玲は、2002年4月より午前の新番組『柴田玲のSUPREME』を担当。

| TOKYO FM 月曜 - 金曜 11:55 - 12:00枠 | TOKYO FM 月曜 - 金曜 11:55 - 12:00枠              | TOKYO FM 月曜 - 金曜 11:55 - 12:00枠 |
| 前番組 | 番組名                                            | 次番組 |
| --- | ------------------------------------------------- | --- |
| 不明 （19??年?月 - 2000年3月） | アフタヌーン・ブリーズ （2000年4月 - 2002年3月）  | ANNAのHAPPY-GO-LUCKY （2002年4月 - 2006年3月） ※11:30 - 13:00                                                                             |
| TOKYO FM 月曜 - 金曜 12:00 - 13:00枠 |                                                   | |
| ワンダフル・キッス （19??年?月 - 1996年3月） ※12:00 - 12:50明日に生きる （19??年?月 - 1996年3月） ※12:50 - 13:00 【本番組に内包して継続】 | アフタヌーン・ブリーズ （1996年4月 - 2002年3月）  | ANNAのHAPPY-GO-LUCKY （2002年4月 - 2006年3月） ※11:30 - 13:00                                                                             |
| TOKYO FM 月曜 - 金曜 13:00 - 13:30枠 |                                                   | |
| ワールド・オブ・エレガンス （1976年11月 - 1993年3月）                                                                                     | アフタヌーン・ブリーズ （1993年4月 - 2002年3月）  | 坂上みきのBeautiful （2002年4月 - 2006年3月） ※月曜 - 木曜 13:00 - 16:00Beautiful Hit Magic （2002年4月 - 2004年3月） ※金曜 13:00 - 16:00 |
| FM東京→TOKYO FM 月曜 - 金曜 13:30 - 14:00枠                                                                                               |                                                   | |
| 不明 （19??年?月 - 199?年?月） | アフタヌーン・ブリーズ （199?年?月 - 2002年3月）  | 坂上みきのBeautiful （2002年4月 - 2006年3月） ※月曜 - 木曜 13:00 - 16:00Beautiful Hit Magic （2002年4月 - 2004年3月） ※金曜 13:00 - 16:00 |
| FM東京→TOKYO FM 月曜 - 金曜 14:00 - 16:00枠                                                                                               |                                                   | |
| 歌謡バラエティ （1970年10月 - 1989年9月）                                                                                                 | アフタヌーン・ブリーズ （1989年10月 - 2002年3月） | 坂上みきのBeautiful （2002年4月 - 2006年3月） ※月曜 - 木曜 13:00 - 16:00Beautiful Hit Magic （2002年4月 - 2004年3月） ※金曜 13:00 - 16:00 |